# دة نسا سفلي
دة نسا سفلي هي قرية في مقاطعة سميرم، إيران. عدد سكان هذه القرية هو 123 في سنة 2006.